# 姫路市立高岡小学校
姫路市立高岡小学校（ひめじしりつ たかおかしょうがっこう）は、兵庫県姫路市西今宿4丁目にある公立小学校。

## 沿革
- 1876年（明治9年） - 今宿村字六才堂に庁西小学校開設。姫路市の主張ではこの年を本校の創立年としている。
- 1898年（明治31年） - 今宿村字中筋に校地買入、校舎建築。
- 1900年（明治33年）6月11日 - 飾磨郡高岡小学校と改称。
- 1953年（昭和28年） - 本校開校記念日（6月11日）を制定。
- 1972年（昭和47年） - 現在地に新校地決定。以降4期にわたり新校舎工事竣工。
- 1980年（昭和55年） - 高岡西小学校を分離[1]。

## 通学区域
「姫路市立学校校区規則」による。
1. 山畑新田・車崎一丁目
2. 車崎二丁目・車崎三丁目・今宿・東今宿一丁目・東今宿二丁目・東今宿三丁目・東今宿四丁目・東今宿五丁目・東今宿六丁目・高岡新町・西今宿一丁目・西今宿三丁目・西今宿四丁目・西今宿五丁目・西今宿七丁目・西今宿八丁目・山吹一丁目・山吹二丁目・神子岡前一丁目（船場小学校校区を除く）・神子岡前二丁目・神子岡前三丁目・神子岡前四丁目・南今宿の一部・北今宿一丁目・北今宿二丁目・北今宿三丁目・名古山町

1.の区域は姫路市立琴陵中学校、2.の区域は姫路市立高丘中学校の校区である。

## 著名な出身者
- 髙野由里加（バレーボール選手 - 岡山シーガルズ）

## 通学区域が隣接している学校
- 姫路市立高岡西小学校
- 姫路市立安室小学校
- 姫路市立安室東小学校
- 姫路市立城西小学校
- 姫路市立船場小学校
- 姫路市立荒川小学校
- 姫路市立八幡小学校